# Mémoires interrompus
Mémoires interrompus est un essai réflexif et biographique écrit par Georges-Marc Benamou sur la base de conversations avec le président de la République François Mitterrand.

## Présentation
François Mitterrand devient proche, lors de son second septennat, de Georges-Marc Benhamou. Ils décident d'écrire un livre basé sur leurs conversations, et les enregistre. Mitterrand confie à Pierre Favier et Michel Martin-Roland qu'il a retravaillé lui-même le livre, car « ce qu'il [Benhamou] m'a remis est confondant. Il pose des questions de primate et en plus il connaît rien au gaullisme ».

## Contenu
François Mitterrand a toujours été féru d'Histoire de France, beaucoup de ses livres en portent référence, c'est ce qu'il confirme dans la préface : « L'histoire de la France me possédait, j'aimais ses héros, ses fastes, et les grandes idées venues d'elle qui avaient soulevé le monde. »
Il avoue sa profonde conviction d'avec un destin historique, proférée depuis le temps de la captivité, avec en écho la voix du général de Gaulle, celui qui à un moment terrible de l'histoire de son pays, portait l'espoir fou du relèvement, de la rédemption. Admiration de l'homme, contestation de ses méthodes et de sa politique. C'est avant tout son dialogue avec la France qu'il poursuit ici avec le concours de Georges-Marc Benamou, un dialogue de plus d'un demi-siècle que seuls la mort a interrompu. 
Le président juge Charles de Gaulle en ces termes : « Sympathique ou antipathique, en ce qui concerne de Gaulle, il n’est pas possible de trancher. Il me surprenait. J’appréciais qu’il fût d’un modèle peu courant. Autoritaire, il savait se montrer diplomate et courtois. Sa maîtrise, sa force d’âme me rebutait. Son identification au pouvoir était telle qu’il ne restait plus d’espace pour le réveil de la démocratie, réveil dont il était comptable. Il supportait mal que ses avis fussent discutés. Nul n’était moins fait que lui pour la période qui commençait (en 1946), qui était son œuvre ». 

## Citations tirées du livre
- Quand on est dans l’action, il n’y a pas d’immense déception !, page 47
- Quand j’utilise le mot « pétaudière », cela signifie que personne ne tenait plus rien, que Pétain servait de couvercle à une marmite en pleine ébullition. […] Vichy, c’était un régime faible, informe et sans âme, inspiré par des fascistes, des antisémites et des idéologues déterminés, n’ayant pas froid aux yeux. […] Profitant de cette « pétaudière », ils avaient occupé le terrain. Vichy n’était pas un bloc monolithique, et, très rapidement, ces gens allaient prendre plus d’importance que les autres, page 75
- L’épuration était semblable à toutes les périodes qui concluent une guerre civile. Elle était faite, et souvent mal faite. Il y a eu les fusillés qui s’imposaient, si j’ose dire, et puis ceux qui ne s’imposaient pas, et puis d’autres, qui auraient dû s’imposer, page 161
- La bourgeoisie a toujours choisi son intérêt, ou ce qu’elle croyait être son intérêt. Le patriotisme ne fait partie de ses intérêts que sous bénéfice d’inventaire, page 168
- La droite défend des intérêts si puissants qu’elle n’hésite pas à éliminer ceux qui se trouvent sur son chemin, qui entravent la marche de ses affaires. […] Et la haine est d’autant plus grande si celui qui gêne vient de chez elle. […] Pour cette bourgeoisie de droite, il est presque normal qu’un ouvrier soit communiste, un employé socialiste, mais quand l’un des siens lui échappe, ça ne se pardonne pas, page 221-222
- Je crois pour demain comme hier à la victoire de la gauche, à condition qu’elle reste elle-même. Qu’elle n’oublie pas que sa famille, c’est toute la gauche. Hors du rassemblement des forces populaires, il n’y a pas de salut, page 246